# Jukstaglomerularni aparat
Jukstaglomerularni aparat je mikroskopska struktura u bubrezima, koja reguliše funkciju nefrona. Jukstaglomerularni aparat je dobio ime po svojoj lokaciji u blizini glomerule: on se nalazi na mestu prelaza pravog dela distalnog tubula u vijugavi, gde se nefronski kanalić priljubljuje uz vaskularni pol sopstvenog (bubrežnog) korpuskula, ograničavajući zajedno sa aferentnom i eferentnom arteriolom polje ekstraglomerularnog mezengijuma. Na mestu dodira epitelne ćelije distalnog tubula su cilindrične i gusto pakovane čineći gustu ploču (macula densa).Ta lokacija je kritična za njegovu funkciju u regulaciji renalnog krvnog protoka i brzine glomerularne filtracije.

## Ćelije jukstaglomerularnog aparata
Jukstaglomerularni aparat se sastoji od: (1) jukstaglomerularnih ćelija, (2) macula densa, (3) lacis celles ili agranularne ćelije.

## Spoljašnje veze
- Animation of the Juxtaglomerular Apparatus Location, Structure, and Function. (Adobe Flash is required)
- Electron micrograph
- Diagram